# Matay (ort i Kazakstan)
Matay är en ort i Kazakstan.   Den ligger i oblystet Almaty, i den östra delen av landet, 800 km sydost om huvudstaden Astana. Matay ligger 412 meter över havet och antalet invånare är 4 139.
Terrängen runt Matay är mycket platt. Runt Matay är det mycket glesbefolkat, med 6 invånare per kvadratkilometer. Trakten runt Matay består i huvudsak av gräsmarker.